# Palaïsch
Pala of Palaisch was een Anatolische taal. Het is slechts fragmentarisch bekend. Het was de taal van het Pontosgebied.
Hettitisch · Karisch · Lycisch · Lydisch · Luwisch · Milyaans · Palaïsch · Pisidisch · Sidetisch